# Горобець чорноголовий
Горобець чорноголовий (Passer melanurus) — вид горобцеподібних птахів родини горобцевих (Passeridae).

## Поширення
Вид поширений в Південній Африці — на південному заході Анголи, в Намібії, Ботсвані, ПАР, Лесото, на заході Есватіні та на півдні Зімбабве. Населяє напівсухі савани, торнвельд та світлі ліси, сільськогосподарські угіддя, міста та села.

## Опис
Дрібний птах, завдовжки від 14 до 16 см, вагою 17-38 г. Самець має чорну голову з великою білою плямою по боках, на горлі є вузька чорна повздовжня смуга, яка з'єднує чорні груди з чорною частини голови. Нижні частини тіла сіруваті. Шия яскраво-сіра, а плечі та спина світло-коричневі. Під чорними крилами є біле коло. Хвіст смугастий, сіро-чорний. Самка тьмяніша, має сіру голову з білою бровою.